# Bison schoetensacki
Bison schoetensacki és una espècie extinta de mamífer artiodàctil de la família dels bòvids que visqué des d'Europa occidental fins a Sibèria entre el Plistocè inferior i, com a mínim el Plistocè mitjà. Se'n debat la presència al Plistocè superior.

## Descripció
En general, el seu aspecte hauria recordat el bisó europeu d'avui en dia, encara que pot ser que hi hagués variacions morfològiques entre els bisons europeus durant la fase final del Plistocè inferior i l'Holocè inferior.
Era més petit que el bisó estepari (B. priscus) i tenia els ossos de les potes i els metàpodes més esvelts. Així mateix, presentava banyes més curtes i de forma diferent.

## Dieta
Probablement no tenia una dieta generalista com la del bisó americà boscà d'avui en dia. El mesodesgast dental de l'espècie mostra un patró semblant al del bisó europeu modern, que és un animal pasturador.

## Paleobiologia
B. schoetensacki fou el bòvid gros més comú a Europa entre finals del Plistocè inferior i principis del Plistocè mitjà. Se n'han trobat restes fòssils a Alemanya, Espanya (incloent-hi Catalunya), França, Grècia, Itàlia, Moldàvia, el Regne Unit, la República Txeca i Rússia. Excavacions massives dutes a terme al jaciment paleolític d'Isernia (Itàlia), que data de fa uns 700.000 anys, indiquen que era la presa principal dels caçadors humans, atès que el bisó europeu probablement no vivia a les penínsules Itàlica i Ibèrica.
Hi ha motius per creure que la distribució de B. schoetensacki se superposava parcialment amb la del bisó estepari.

## Genètica
Un estudi del 2017 que atribuí restes provinents del Plistocè superior tardà d'Europa a B. schoetensacki arribà a la conclusió que pertanyia a un clade mitocondrial que és el tàxon germà del bisó europeu d'avui en dia i suggerí que l'espècie en general probablement és l'ancestre del bisó europeu. Tanmateix, altres estudis ho han posat en dubte i restringeixen B. schoetensacki a restes del Plistocè inferior i mitjà.